# 藤根駅
藤根駅（ふじねえき）は、岩手県北上市和賀町藤根にある、東日本旅客鉄道（JR東日本）北上線の駅である。

## 歴史

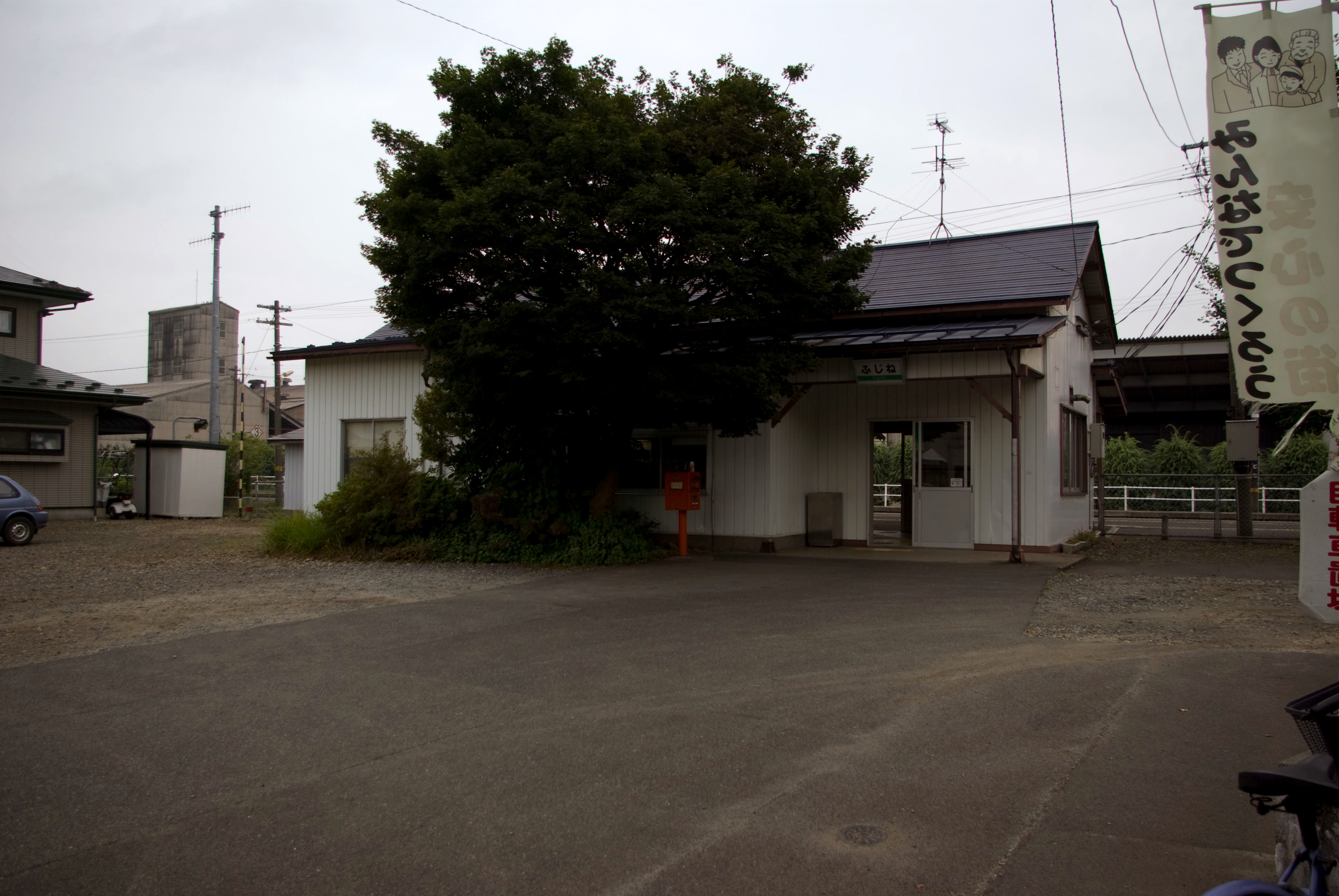
旧駅舎（2009年9月）

- 1921年（大正10年）3月25日：開業[2]。
- 1947年（昭和22年）8月6日：お召し列車が石越駅発 - 藤根駅着で運行（昭和天皇の戦後巡幸）[4]。
- 1984年（昭和59年）2月1日：荷物扱い廃止[5]。
- 1985年（昭和60年）3月14日：専用線発着車扱貨物を廃止[5]。
- 1987年（昭和62年）4月1日：国鉄分割民営化により、JR東日本の駅となる[2]。
- 2013年（平成25年）4月1日：業務委託化。
- 2018年（平成30年）
  - 3月17日：終日無人化[3]。
  - 10月29日：駅舎改築工事に着手[6]。
- 2019年（平成31年）3月上旬：新駅舎の使用を開始[6]。
- 2024年（令和6年）10月1日：えきねっとQチケのサービスを開始[1][7]。

## 駅構造
相対式ホーム2面2線を有する列車交換可能な地上駅である。互いのホームは構内踏切で連絡している。
北上駅が管理する無人駅である。駅舎前には郵便ポストがある。以前は自動券売機が設置されていたが、2017年（平成29年）に撤去された。
2019年（平成31年）3月より、「座禅草を取り入れたデザイン」をコンセプトにした新駅舎が使用されている。

### のりば
| 番線 | 路線    | 方向 | 行先                 | 備考            |
| ---- | ------- | ---- | -------------------- | --------------- |
| 1    | ■北上線 | 下り | ほっとゆだ・横手方面 |                 |
| 2    | ■北上線 | 上り | 北上方面             | 当駅始発は1番線 |

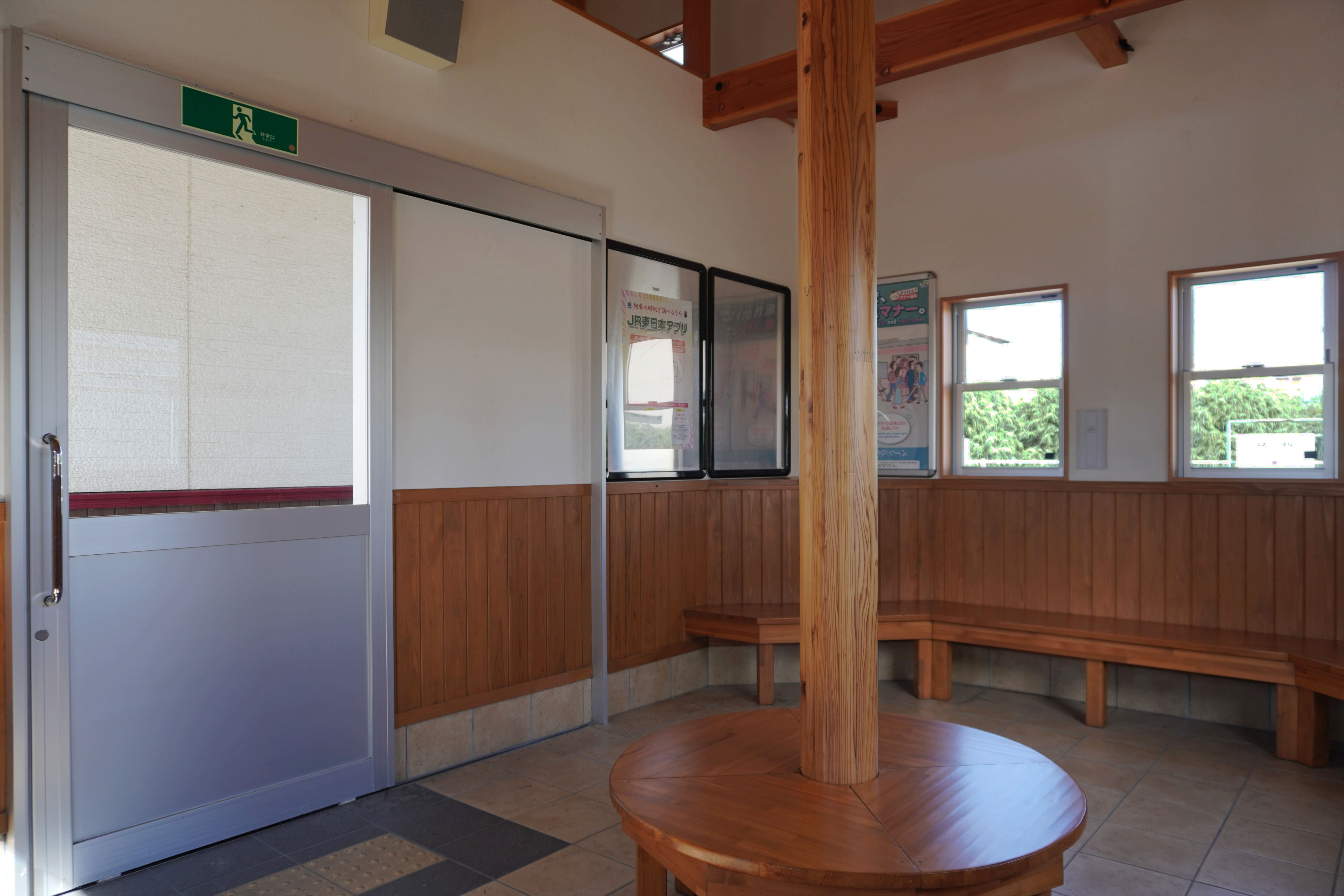
待合室（2023年10月）
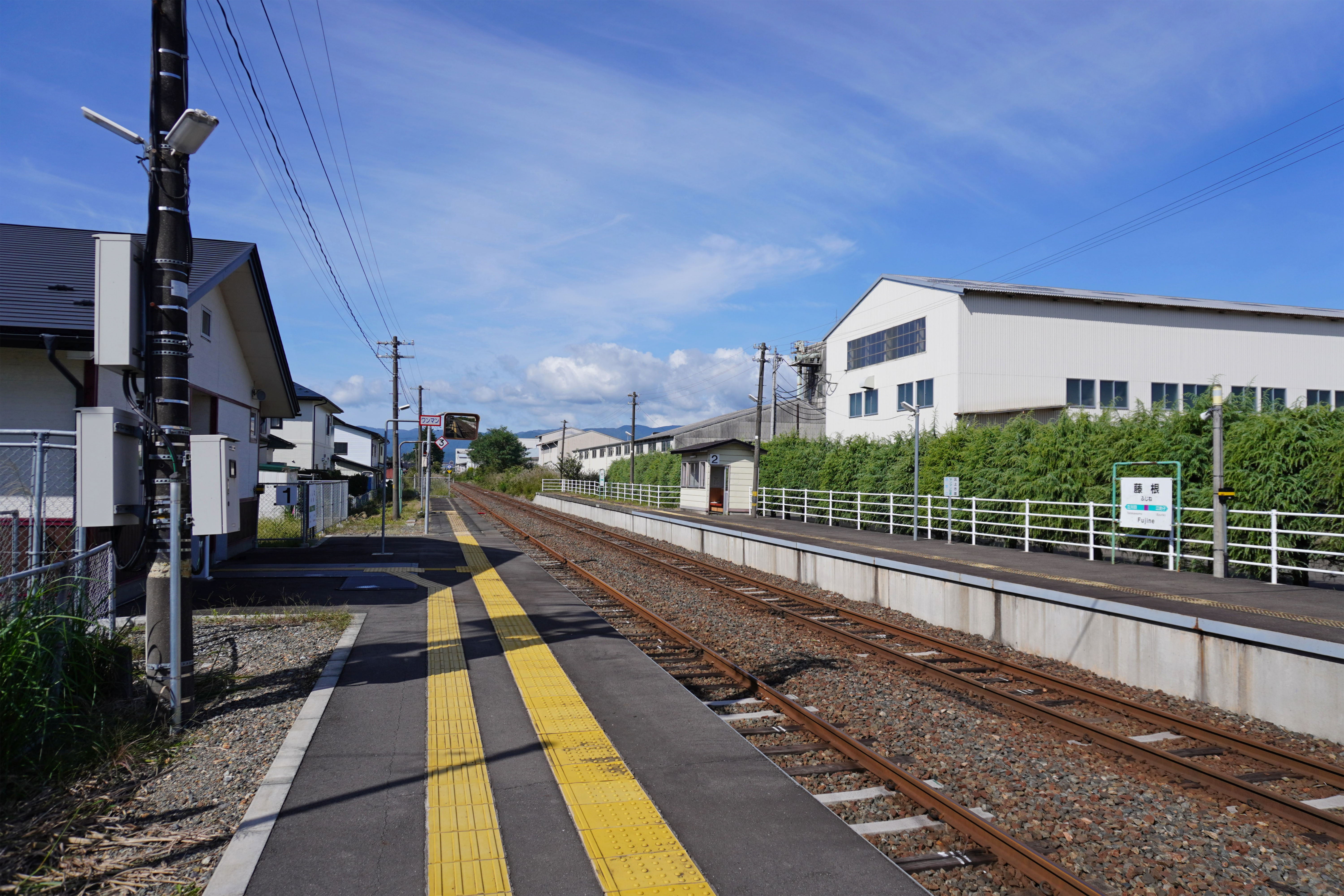
ホーム（2023年10月）
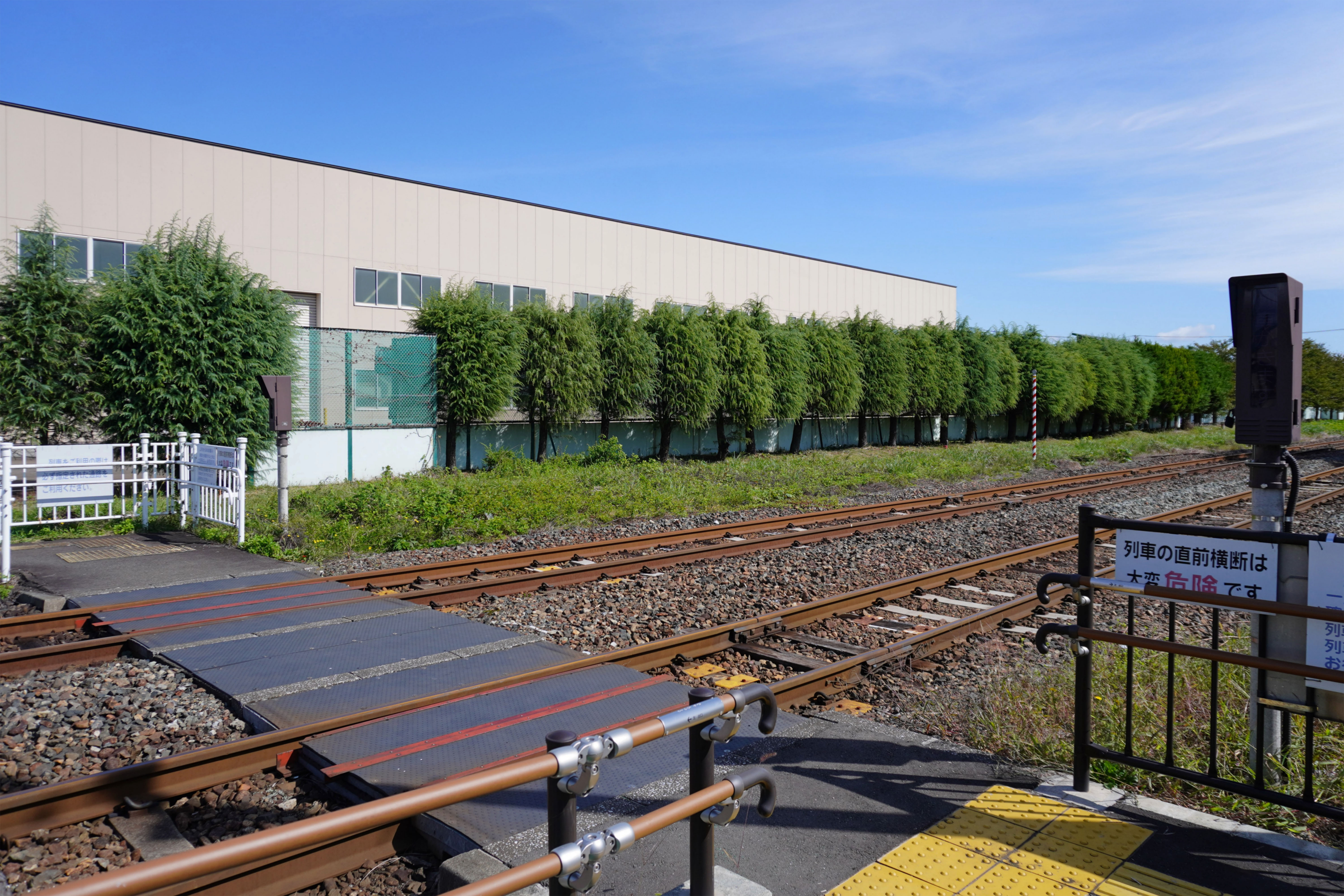
構内踏切（2023年10月）

## 利用状況
JR東日本によると、2000年度（平成12年度） - 2017年度（平成29年度）の1日平均乗車人員の推移は以下のとおりであった。
| 1日平均乗車人員推移 | 1日平均乗車人員推移 | 1日平均乗車人員推移 | 1日平均乗車人員推移 | 1日平均乗車人員推移 |
| 年度                | 定期外              | 定期                | 合計                | 出典                |
| ------------------- | ------------------- | ------------------- | ------------------- | ------------------- |
| 2000年（平成12年）  |                     |                     | 227                 | [ 利用客数 1 ]      |
| 2001年（平成13年）  |                     |                     | 207                 | [ 利用客数 2 ]      |
| 2002年（平成14年）  |                     |                     | 206                 | [ 利用客数 3 ]      |
| 2003年（平成15年）  |                     |                     | 222                 | [ 利用客数 4 ]      |
| 2004年（平成16年）  |                     |                     | 218                 | [ 利用客数 5 ]      |
| 2005年（平成17年）  |                     |                     | 224                 | [ 利用客数 6 ]      |
| 2006年（平成18年）  |                     |                     | 203                 | [ 利用客数 7 ]      |
| 2007年（平成19年）  |                     |                     | 203                 | [ 利用客数 8 ]      |
| 2008年（平成20年）  |                     |                     | 201                 | [ 利用客数 9 ]      |
| 2009年（平成21年）  |                     |                     | 198                 | [ 利用客数 10 ]     |
| 2010年（平成22年）  |                     |                     | 198                 | [ 利用客数 11 ]     |
| 2011年（平成23年）  |                     |                     | 200                 | [ 利用客数 12 ]     |
| 2012年（平成24年）  | 26                  | 162                 | 189                 | [ 利用客数 13 ]     |
| 2013年（平成25年）  | 24                  | 161                 | 186                 | [ 利用客数 14 ]     |
| 2014年（平成26年）  | 21                  | 149                 | 170                 | [ 利用客数 15 ]     |
| 2015年（平成27年）  | 21                  | 161                 | 183                 | [ 利用客数 16 ]     |
| 2016年（平成28年）  | 17                  | 148                 | 166                 | [ 利用客数 17 ]     |
| 2017年（平成29年）  | 10                  | 147                 | 158                 | [ 利用客数 18 ]     |

## 駅周辺
- 岩手製鉄工場
- 県道13号盛岡和賀線
- 県道192号後藤野野中線
- 県道225号北上和賀線
- 国道107号（江釣子バイパス）
- 藤根郵便局
- 岩手県交通「藤根駅前」停留所

## 隣の駅
東日本旅客鉄道（JR東日本）
■北上線
□快速・■普通
江釣子駅 - 藤根駅 - 立川目駅

### 記事本文
1. 1 2 3 4 5  「駅の情報（藤根駅）：JR東日本」東日本旅客鉄道。2024年8月31日時点のオリジナルよりアーカイブ。2024年8月31日閲覧。
2. 1 2 3  朝日新聞出版分冊百科編集部 編『週刊 歴史でめぐる鉄道全路線 国鉄・JR』 21号 釜石線・山田線・岩泉線・北上線・八戸線、曽根悟（監修）、朝日新聞出版〈週刊朝日百科〉、2009年12月6日、23頁。
3. 1 2 3  「列車通学、地域で見守る 北上のJR藤根駅17日から無人化」『岩手日報』2018年3月17日。オリジナルの2019年2月17日時点におけるアーカイブ。2020年5月25日閲覧。
4. ↑  原武史『昭和天皇御召列車全記録』新潮社、2016年9月30日、95頁。ISBN 978-4-10-320523-4。
5. 1 2  石野哲 編『停車場変遷大事典 国鉄・JR編 II』（初版）JTB、1998年10月1日、488頁。ISBN 978-4-533-02980-6。
6. 1 2 3  「北上線藤根駅の駅舎が新しくなります (PDF)」（プレスリリース）、東日本旅客鉄道盛岡支社、2018年10月17日。2020年5月22日時点のオリジナル (PDF)よりアーカイブ。2020年5月22日閲覧。
7. ↑  「Suicaエリア外もチケットレスで! 東北エリアから「えきねっとQチケ」がはじまります (PDF)」（プレスリリース）、東日本旅客鉄道、2024年7月11日。2024年8月11日閲覧。
8. 1 2  「JR東日本：駅構内図・バリアフリー情報（藤根駅）」東日本旅客鉄道。2024年4月7日閲覧。

### 利用状況
1. ↑  「JR東日本：各駅の乗車人員（2000年度）」東日本旅客鉄道。2025年7月15日閲覧。
2. ↑  「JR東日本：各駅の乗車人員（2001年度）」東日本旅客鉄道。2025年7月15日閲覧。
3. ↑  「JR東日本：各駅の乗車人員（2002年度）」東日本旅客鉄道。2025年7月15日閲覧。
4. ↑  「JR東日本：各駅の乗車人員（2003年度）」東日本旅客鉄道。2025年7月15日閲覧。
5. ↑  「JR東日本：各駅の乗車人員（2004年度）」東日本旅客鉄道。2025年7月15日閲覧。
6. ↑  「JR東日本：各駅の乗車人員（2005年度）」東日本旅客鉄道。2025年7月15日閲覧。
7. ↑  「JR東日本：各駅の乗車人員（2006年度）」東日本旅客鉄道。2025年7月15日閲覧。
8. ↑  「JR東日本：各駅の乗車人員（2007年度）」東日本旅客鉄道。2025年7月15日閲覧。
9. ↑  「JR東日本：各駅の乗車人員（2008年度）」東日本旅客鉄道。2025年7月15日閲覧。
10. ↑  「JR東日本：各駅の乗車人員（2009年度）」東日本旅客鉄道。2025年7月15日閲覧。
11. ↑  「JR東日本：各駅の乗車人員（2010年度）」東日本旅客鉄道。2025年7月15日閲覧。
12. ↑  「JR東日本：各駅の乗車人員（2011年度）」東日本旅客鉄道。2025年7月15日閲覧。
13. ↑  「JR東日本：各駅の乗車人員（2012年度）」東日本旅客鉄道。2025年7月15日閲覧。
14. ↑  「各駅の乗車人員 2013年度 ベスト100以外（8）：JR東日本」東日本旅客鉄道。2025年7月15日閲覧。
15. ↑  「各駅の乗車人員 2014年度 ベスト100以外（8）：JR東日本」東日本旅客鉄道。2025年7月15日閲覧。
16. ↑  「各駅の乗車人員 2015年度 ベスト100以外（8）：JR東日本」東日本旅客鉄道。2025年7月15日閲覧。
17. ↑  「各駅の乗車人員 2016年度 ベスト100以外（8）：JR東日本」東日本旅客鉄道。2025年7月15日閲覧。
18. ↑  「各駅の乗車人員 2017年度 ベスト100以外（8）：JR東日本」東日本旅客鉄道。2025年7月15日閲覧。